# Soft Days
|  | Denne artikel er oprettet af botten PalnaBot ud fra en ekstern database. Den kan derfor have sproglige fejl eller mangler. Denne skabelon kan fjernes efter kontrol af indholdet. |

Soft Days er en kortfilm fra 1998 instrueret af Nina Søs Vinther efter manuskript af Nina Søs Vinther.

## Handling
Den perfekte kvinde møder den perfekte mand, sammen opbygger de en perfekt verden. Hun bager lagkager, og han kommer hjem med gaver. Men virkeligheden trækker det pink vattæppe væk under hende, da hun en dag føder et barn uden krop. Hendes smukke liv udvikler sig til et mareridt, og hun må gøre noget før hun drukner i gaver.